# Greg Davis
Greg Davis (29 de octubre de 1965, Roma, Georgia, EE. UU.) es un pateador retirado que jugó en Liga de Fútbol americano Nacional de 1987 a 1998. Co ostenta el récord de la NFL Registro de más goles de campo de 50 o más yardas en un solo juego. De 51, 55, 53 yardas cada uno. También es miembro del salón de la fama de The Citadel.
Es graduado de la escuela militar The Citadel y fue escogido por los Bucaneros de Tampa Bay en 1987. Sin embargo fue transferido a los Halcones de Atlanta con quienes jugó de 1987 a 1989 y en 1990; Patriotas de Nueva Inglaterra en 1989; Cardenales de Arizona de 1991 a 1996; Vikingos de Minesota en 1997; Cargadores de San Diego en 1997 y Raiders de Oakland en 1998.
- Datos: Q5605474